# Langtang Lirung
Langtang Lirung je najvišja gora v himalajskem pogorju Langtang, ki se nahaja jugozahodno od osemtisočaka Šiša Pangma. Med alpinisti je znan po obsežnih navpičnih pobočjih tik nad vznožjem, posebej težavni severni steni. S 7.227 m nadmorske višine je 99. najvišja gora na svetu.
Novembra 2009 se je na gori smrtno poškodoval alpinist Tomaž Humar.